# 布埃纳马德雷
布埃纳马德雷，是西班牙卡斯蒂利亚-莱昂萨拉曼卡省的一个市镇。 总面积59平方公里，总人口179人（2001年），人口密度3人/平方公里。